# Пальгунов, Николай Григорьевич
Николай Григорьевич Пальгунов (1898—1971) — советский государственный деятель, журналист, дипломат; генеральный директор ТАСС в 1943—1960 годах. Заслуженный работник культуры РСФСР.

## Биография
Родился 1 августа 1898 года в г. Санкт-Петербург в семье крестьянина-отходника. Отец Пальгунов Григорий Осипович. Был отравлен, похоронен на Смоленском кладбище Санкт-Петербурга в 1917 году. Мать Копылова Анна Тимофеевна жительница села Дмитровское Даниловского уезда Ярославской губернии. В семье было семь детей: сын Александр — умер в детстве, дочь Клавдия — умерла в детстве, третий ребёнок Николай Григорьевич, четвертый ребенок Василий умер в 1917 году от сыпного тифа, пятый ребенок — Дмитрий Григорьевич — родился в 1904 году, окончил торговое училище и университет в г. Ярославль, был директором нескольких шахт в Донбассе, погиб в годы оккупации; шестой ребёнок Иван Григорьевич родился в 1906 году, работал прокурором Ярославской области, был репрессирован, похоронен в Ярославле; седьмой (самый младший) ребёнок, Екатерина Григорьевна, родилась в 1911 году, была учительницей младших классов в средней школе N 3 поселка Константиновский Тутаевского района Ярославской области. Семья переехала из Петербурга в село Дмитровское Даниловского уезда Ярославской губернии в 1917 году после смерти отца.
В 1914 году Николай Григорьевич окончил четырёхклассное высшее начальное училище, в 1916 году — реальное училище М. Т. Крюковой.
В 1917—1919 годах рабочий на Петроградском трубочном заводе. В 1918 году поступил на химическое отделение Технологического института; слушал лекции на экономическом отделении гуманитарного факультета.
С 1919 года жил в Ярославле. С 10 ноября 1919 года член РКП(б). В 1920 году поступил на агрофак Ярославского университета, в 1923 году перевёлся на педагогический факультет, который (выделившийся в Ярославский педагогический институт) окончил в 1925 году. В 1921 году был заведующим организационно-инструкторского отдела Ярославского губернского комитета РКП(б); занимался сбором и изучением материалов по революционному движению в Ярославской губернии. В 1921—1922 годах заведовал губернской партийной школой.
В 1922—1923 годах заместитель редактора крупной ярославской газеты «Северный рабочий». В 1923—1924 годах ответственный редактор курского журнала «Наш труд». С 8 августа 1924 года ответственный редактор газеты «Северный рабочий». С июня 1926 по сентябрь 1929 года редактор газеты «Курская правда». Самостоятельно изучил несколько иностранных языков.
С 1929 года сотрудник ТАСС. Окончил курсы журналистов-международников. Работал в Иране (1929—1932), Финляндии (1932—1935) и Франции (1935—1940). В 1940—1944 годах заведующий отделом печати Наркомата иностранных дел СССР, одновременно в 1943—1960 годах генеральный директор ТАСС. В 1956—1959 годах председатель Оргбюро, в 1959—1966 годах секретарь правления Союза журналистов СССР. В 1956—1961 годах член Центральной ревизионной комиссии КПСС.
27 июля 1940 года награждён орденом «Знак Почёта» в связи с 15-летием ТАСС, за заслуги в деле обслуживания советской печати иностранной и союзной информацией.
В Москве жил в Доме на набережной, квартира № 284.
Жена Марианна Александровна — казачка станицы Кубанская Ставропольского края, родилась в 1898 году. Поженились в 1920 году. В 1924 году родилась дочь Нинель, названная в честь Ленина.
Ушёл на пенсию, потеряв зрение, которое было слабым с юных лет. Умер 16 июня 1971 года в Москве. Похоронен на Новодевичьем кладбище.

## Сочинения
- Тридцать лет: Воспоминания журналиста и дипломата. — М.: Политиздат, 1964. — 349 с. — 75000 экз.
- Заметки об информации. — М.: МГУ, 1967. — 156 с.
- Основы информации в газете: ТАСС и его роль. — М.: МГУ, 1955.
- Шестнадцать дней: Материалы по истории ярославского белогвардейского мятежа: (6—21 июля 1918 г.) / Под ред. [и с предисл.] Н. Г. Пальгунова, О. И. Розановой. — Ярославль: Ярослав. губком РКП, 1924. — 256 с.

## Награды
- 3 ордена Трудового Красного Знамени (03.11.1944; 18.07.1958; 1962)
- орден «Знак Почёта» (27.07.1940)
- Заслуженный работник культуры РСФСР